# Kaffebord

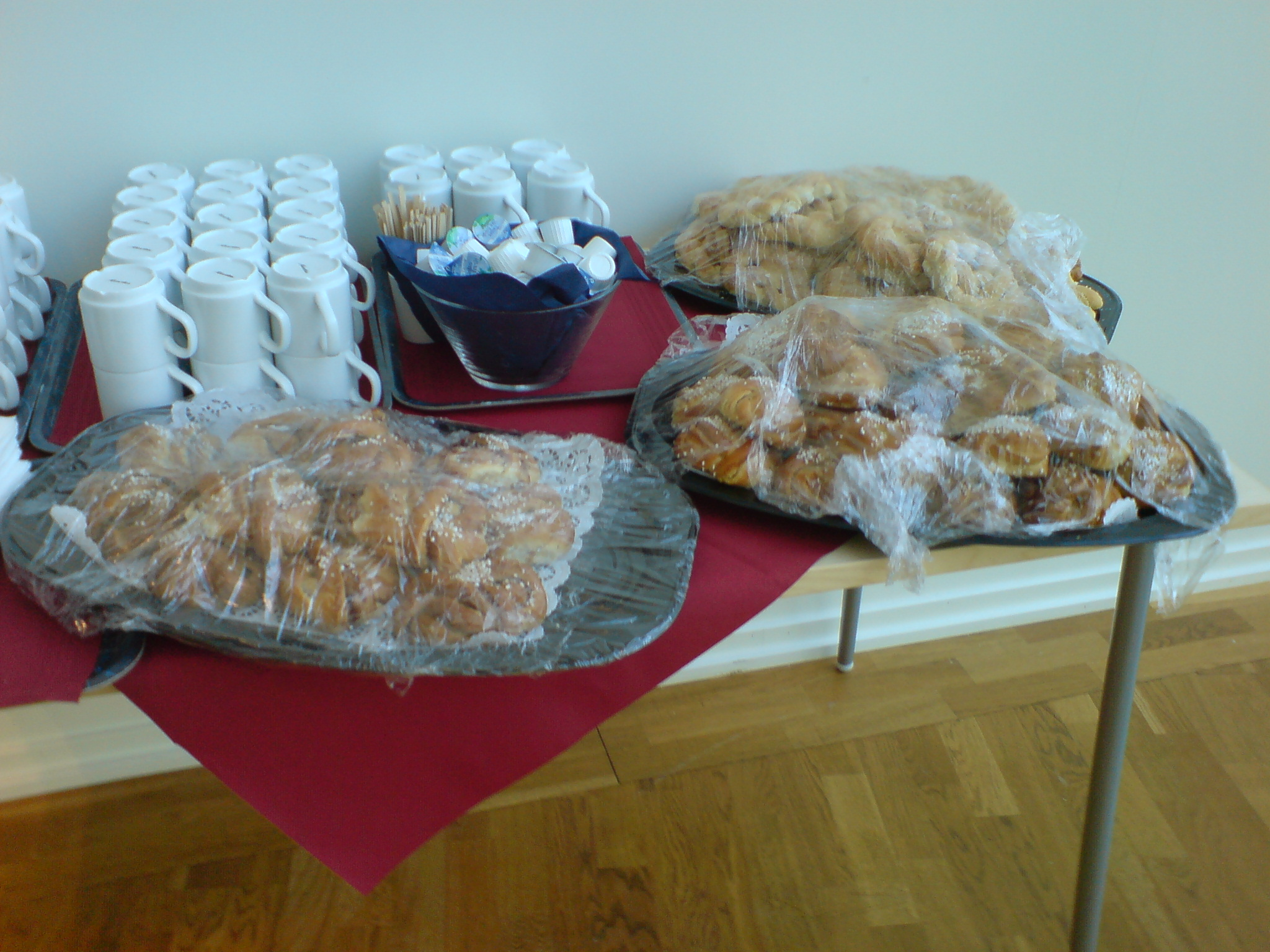
Ett kaffebord med bullar under ett möte

Ett kaffebord är ett bord dukat med kaffe, te, tillbehör och tilltugg, så kallat kaffebröd. Vanligen fungerar det som serveringsbord och inte som matbord. Inte att förväxla med det engelska ordet coffee table som avser ett soffbord.
På ett traditionellt svenskt kaffebord serveras kaffe med möjlighet till socker och/eller mjölk och ett antal sorters kaffebröd i bestämd ordning. Först serveras en bulle, oftast fylld. Därefter en mjuk kaka t.ex. sockerkaka. Som trea kommer småkakor och dessa ska helst vara av minst två sorter. Om det är något som ska firas kan man efter detta servera en tårta eller en paj. Te kan serveras till den som önskar. Barn brukar få saft.
Dukningen på ett kaffebord består av kaffekopp (med sked för den som vill ha socker eller mjölk), assiett för kaffebrödet, serviett och sked till tårtan om sådan serveras.